# Quireboys
The Quireboys är en engelsk musikgrupp (rock) som bildades 1984. Gruppen spelade en tydligt 1970-talsinfluerad musik. I augusti 1990 spelade Quireboys i Globen tillsammans med Poison och Whitesnake. Samma år släppte gruppen singeln "I Don't Love You Anymore" som blev deras största hit. Quireboys gav ut två album innan gruppen upplöstes.
9 juni 2007 spelade den återförenade gruppen på Sweden Rock Festival. 
Nytt album, Homewreckers & Heartbreakers, släpptes 2008 och 2009 släppte gruppen albumet Halfpenny Dancer samt jubileumsalbumet A Bit of What You Fancy, 20th Anniversary Edition för att fira 20-årsjubileet av sitt första album.

## Diskografi (urval)
Studioalbum
- A Bit of What You Fancy (1990)
- Bitter Sweet & Twisted (1993)
- This Is Rock'N'Roll (2001)
- Well Oiled (2004)
- Homewreckers & Heartbreakers (2008)
- Halfpenny Dancer (2009)
- Beautiful Curse (2013)
- Black Eyed Sons (2014)
- St. Cecilia and the Gypsy Soul (2015)
- Twisted Love (2016)
- White Trash Blues (2017)

Livealbum
- Live (Recorded Around The World (1990)
- Lost In Space (2000)
- 100% Live (2002)
- Quireboys Live (2006) (återutgåva av livealbum från 1990)
- Live In Glasgow (2011)

Samlingsalbum
- From Tooting to Barking (1995)
- A Bit of What You Fancy / Bitter Sweet & Twisted (1997)
- Rock Champions (2001)
- Masters of Rock - The Quireboys (2002)
- Best of The Quireboys (2008)

Singlar
- "Mayfair" (1987)
- "There She Goes Again" (1988)
- "7 O'Clock" (1989) (#36 på UK Singles Chart)
- "Hey You" (UK #14)
- "I Don't Love You Anymore" (1990) (UK #24)
- "There She Goes Again" / "Misled" (1990) (UK #37)
- "Tramps and Thieves" (1992) (UK #41)
- "Brother Louie" (1993) (UK #31)
- "Tears In Heaven" (2005)
- "Blyth Spartans" (2008)
- "Biking for Bobby" (2012)